# La Caoba (Matanzas)
La Caoba es una localidad de la provincia de Matanzas, en Cuba, situado en la península de Zapata, en el sur de Jagüey Grande, municipio al que pertenece, y junto a la carretera de La Habana a Cienfuegos, a 45 millas de éste. 
Su economía epende, principalmente, del cultivo de cítricos. 